# Romani central
Le romani central, aussi appelé romani des Carpathes, est un groupe de dialectes du romani parlés en Europe centrale par les Roms.

## Dialectes
Glottolog liste les dialectes suivants :
- gurvari
- romani du Centre-Nord
  - romani bohémien
  - romani de Slovaquie orientale
  - romani de Galicie
  - romani morave
  - romani transylvain septentrional
  - romani de Slovaquie occidentale
- romani du Centre-Sud
  - romungro
  - vend
    - romani du Burgenland
    - romani du Prekmurje
    - vend hongrois occidental